# Coesfeld (huyện)
Coesfeld (/ˈkoːsfɛlt/) là một huyện ở tây bắc của Nordrhein-Westfalen, Đức, phía tây thành phố Münster. Các huyện giáp ranh là Steinfurt, Münster, Warendorf, Hamm, Unna, Recklinghausen, Borken.

## Thị xã và đô thị
| Thị xã                                                       |                                                                            |
| ------------------------------------------------------------ | -------------------------------------------------------------------------- |
| 1. Billerbeck 2. Coesfeld 3. Dülmen 4. Lüdinghausen 5. Olfen | 1. Ascheberg 2. Havixbeck 3. Nordkirchen 4. Nottuln 5. Rosendahl 6. Senden |